# Geer
Geer é um município da Bélgica localizado no distrito de Waremme, província de Liège, região da Valônia.